# اقساط مادام‌العمر

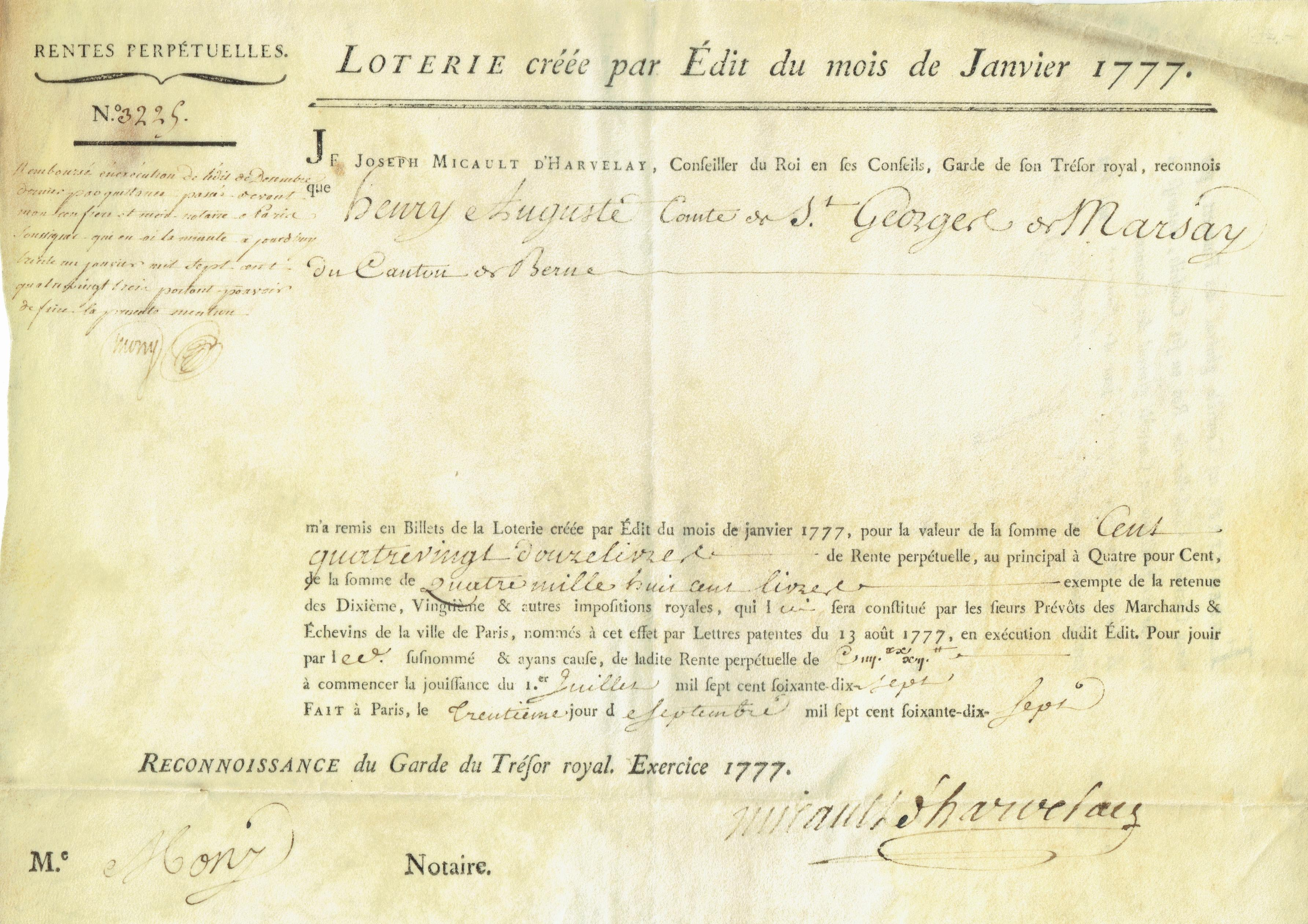
اقساط مادام العمر

اقساط مادام العمر(انگلیسی: Perpetuity)، اقساط سالانه‌ای هستند که پایانی نداشته، یا جریانی از پرداخت‌های نقدی اند که تا ابد ادامه می‌یابند. در واقعیت، تعداد کمی از این اقساط مادام العمر وجود دارند. دولت انگلستان، آن‌ها را در گذشته منتشر کرده است؛ که هنوز هم معامله می‌شوند و به کنسول  معروف هستند.
املاک و مستغلات و سهام ممتاز، برخی از انواع سرمایه‌گذاری هستند که بر نتایج اقساط مادام العمر، اثر گذارند و قیمت‌ها را می‌توان بر اساس تکنیک‌های ارزش گذاری اقساط مادام العمر، تعیین کرد. اقساط مادام العمر، یکی از روش‌های محاسبهٔ ارزش زمانی پول برای ارزش گذاری دارایی‌های مالی است. اقساط مادام العمر شکلی از پرداخت‌های سالانهٔ  معمولی است. مفهوم آن، بسیار نزدیک به ارزش پایانی  و نرخ رشد پایانی در ارزش گذاری است.

## شرح مفصل
اقساط مادام العمر، نوعی پرداختی سالانه است که در آن، پرداخت‌های دوره‌ای در یک روز ثابت شروع می‌شود و به طور نامحدود ادامه می‌یابد. از این نوع پرداخت‌ها گاهی با عنوان سالیانهٔ دائمی  نام برده می‌شود. پرداخت‌های کوپن ثابت، روی مجموع پول‌های سرمایه‌گذاری شدهٔ دائمی (غیرقابل بازخرید)، نمونه‌های نخست از اقساط مادام العمر است. بورس‌های تحصیلی که به طور بلا عوض اعطا و به صورت دائمی پرداخت می‌شوند منطبق بر تعریف اقساط مادام العمر است.
ارزش اقساط مادام العمر، محدود است زیرا ارزش فعلی دریافتی‌هایی که برای آیندهٔ دور پیش بینی می‌شوند بسیار کم است (ارزش فعلی جریانات نقد آتی). بر خلاف یک ورقه قرضهٔ معمول، چون در اقساط مادام العمر، اصل پول، هیچ‌گاه بازپرداخت نمی‌شود، ارزش فعلی ای برای اصل پول در نظر گرفته نمی‌شود. با فرض این که پرداخت در پایان دورهٔ جاری آغاز خواهد شد، قیمت اقساط مادام العمر، عبارت است از مقدار کوپن به روی نرخ تنزیل مناسب:
{\displaystyle PV={\frac {A}{r}}}
که در آن، PV ارزش فعلی اقساط مادام العمر، A مقدار پرداخت دوره‌ای، و r بازده یا نرخ تنزیل یا نرخ بهره است.
اگر بخواهیم یک مثال عددی ارائه دهیم، یک وام ۳ درصدی جنگی دولت انگلستان، در محیطی با بازدهٔ ۶ درصدی ۵۰ پِنی معامله می‌شود، در حالی که در محیط با بازده ۳ درصدی به ارزش اسمی معامله می‌شود. این بدین معناست که اگر ارزش اسمی وام ۱۰۰ پوند استرلینگ باشد، و پرداخت‌های سالانه ۳ پوند باشد، ارزش وام، زمانی که نرخ بهرهٔ بازار ۶٪ است ۵۰ پوند، و زمانی که نرخ بهره ۳٪ است، ۱۰۰ پوند می‌باشد.

## نمونه‌های دنیای واقعی
برای مثال، اوراق قرضه ی دولت انگلستان، که کنسول نامیده می‌شوند، و بدون تاریخ و غیرقابل باز خریدند (نظیر وام جنگی)، کوپن (پرداخت بهره)های ثابت داشته و به طور فعال در بازارهای قرضه، معامله می‌شوند. اوراق قرضه با مدت زمان بسیار طولانی، ویژگی‌های مالی دارند که می‌تواند نظر برخی سرمایه گذاران را در برخی شرایط جلب کند؛ مثلاً قیمت اوراق قرضهٔ بلند مدت، تغییر بازده در بازار مالی (کاهش یا افزایش) به سرعت تغییر می‌کنند (رو به بالا یا پایین).
مثال جدیدتر، کنوانسیونی است که در امور مالی املاک و مستغلات برای ارزش گذاری املاک با نرخی سرمایه‌ای، مورد استفاده قرار می‌گیرد. با استفاده از نرخ سرمایه‌ای، ارزش یک دارایی به خصوص در حوزهٔ املاک و مستغلات، عبارت است از سود خالص یا جریان نقد خالص دارایی، تقسیم بر نرخ سرمایه‌ای. به طور مؤثر، استفاده از نرخ سرمایه‌ای برای ارزش گذاری بخشی از املاک و مستغلات، فرض می‌کند که سود جاری دارایی به صورت مادام العمر، ادامه می‌یابد. بنیان این روش ارزش گذاری، این فرض است که نرخ اجاره با همان نرخ تورم رشد می‌کند. اگرچه دارایی ممکن است در آینده (حتی در آیندهٔ خیلی نزدیک) فروخته شود، فرض بر این است که دیگر سرمایه گذاران، همین رویکرد ارزش گذاری را برای دارایی به کار می‌برند.
مثال دیگر مدل تنزیل سود نقدی با رشد ثابت مورد استفاده در ارزش گذاری سهام عادی شرکت است که فرض می‌کند قیمت بازاری هر سهم برابر با رقم تنزیل شدهٔ کل جریانات آتی سود نقدی است و آن سودهای نقدی هم مادام العمر فرض می‌شوند. اگر نرخ تنزیل سهام، با توجه به سطح ریسک سیستماتیک آن، ۱۲٫۵۰ درصد باشد، در این صورت اقساط مادام العمر ثابت به ازای هر دلار از درآمد سود نقدی برابر ۸ دلار خواهد بود. با این حال، اگر سودهای نقدی آتی نشان دهندهٔ افزایشی دائمی به اندازهٔ ۵٪ در سال باشند، در این حالت، مدل تنزیل سود نقدی، در عمل، ۵٪ از نرخ تنزیل کم کرده و این نرخ از ۱۲٫۵ به ۷٫۵ درصد می‌رسد که بیان می‌کند قیمت به ازای هر دلار از درآمد سود نقدی، برابر با ۱۳٫۳۳ دلار خواهد بود.